# Коле Чашуле
Никола Илиев Кепев, повече известен като Коле Чашуле, е югославски политик и писател от Социалистическа република Македония. Той е участник в комунистическата съпротива във Вардарска Македония в годините на Втората световна война, а след войната е драматург, публицист и политик – министър на културата в СРМ (1956) и дипломат – генерален консул и посланик.

## Биография
Роден е в град Прилеп на 2 март 1921 година като в семейството на директора на българската гимназия в Прилеп през 1918 година Илия К. Кепев и Стева Кепева. Фамилното си име Чашуле получава от вуйчо си Илия Чашулев (Чашуле), който го осиновява.
Завършва основно училище и гимназия в родния си град, а след това завършва държавна реална гимназия в Битоля. Членува в Радикалната партия. През 1938 година се включва в комунистическото движение и се записва да следва медицина в Белградския университет, но навлизането на германски войски в Югославия през април 1941 година прекъсва учението му.
През май 1941 година заедно с други студенти от Македония заминава за София, за да продължи да учи. Там се запознава с Никола Вапцаров, Венко Марковски и Тодор Павлов. През 1942 година Чашуле е арестуван и осъден на смърт като организатор на атентат срещу дееца на ВМРО Мане Мачков. Присъдата му е заменена с доживотен затвор и той е вкаран в затвор в Идризово, Скопско. През есента на 1944 година, след преврата на 9 септември и оттеглянето на българските власти, в настъпилото безвластие успява да избяга заедно с 300 други затворници и се включва в партизанските отряди.
През 1946 година Чашуле и Лазар Мойсов като членове на съдебния съвет осъждат Методи Андонов-Ченто на 11 години затвор.
Чашуле е сред основателите и председател на Дружеството на писателите на Македония заедно със Славко Яневски, Блаже Конески, Ацо Шопов и Владо Малески. Членува в Македонския ПЕН център и в дружеството „Независими писатели на Македония“. Почетен член е на Македонската академия на науките и изкуствата.
В разни периоди е директор на Радио Скопие, редактор на списанията „Нов ден“ и „Современост“, главен редактор на „Разгледи“, директор на Македонския народен театър.
През 1952 година е назначен за генерален консул на Югославия в Торонто, Канада. По-късно става югославски посланик в Боливия (1962 – 1965), Перу и Бразилия.
Съпругата му Вангя Чашуле е югославска преводачка, публицистка и партизанка, деятелка на комунистическата съпротива във Вардарска Македония.
Умира на 88 години в Скопие на 22 септември 2009 г.

## Творчество
Чашуле е автор на драматични произведения, романи и разкази. Творчеството му се приема за определящо в развитието на драматургията в Република Македония. Сред най-известните му и ценени в Република Македония драми е „Църнила“, където става въпрос за убийството на Гьорче Петров. Пиесата е критикувана заради пренасянето на по-късни политически реалности върху миналото и шаблонизирането при представянето на образите на македонските революционери.
Съчинения
- Една вечер (1948)
- Последните гаврани (1950)
- Задруга (1950)
- Вејка на ветрот (1957)
- Бразда (1958)
- Църнила (1960)
- Игра или социјалистичка Ева (1961)
- Градскиот саат (1965)
- Вител (1966)
- Партитура за еден Мирон (1967)
- Земјаци (1967)
- Тројца и вистината (1967)
- Како што милувате: Оставка на еден карипски министер за внатрешни работи или, Достага на самиот врв од највисоката власт (1975)
- Веда (1976)
- Суд (1978)
- Житолуб (1981)
- Дивертисман за еден Стрез (1967-1990)
- Роднокрајци (1987)
- Тибурсио и Синфороса, (1988)
- Вејка, два (1989)
- Сон прв (1991)
- Сон втор и по него друг (1992)
- Modus moriendi (1992)
- Lacrimula (1993)
- Маркучот во четири гласа (1995)

Романи
- Простум (1970)
- Премреже 1-2 (1977)
- Вомјази (1981)
- Имела (1982)
- Горчила (1983)
- Канадски фрагменти (1985)
- Конзулски писма (1987)
- Така е, ако ви се чини (1994)
- Лимб (2002)

Книги с разкази
- Првите дни (1950)
- Раскази (1953)
- Проза 1945-1967 (1968)
- Само сказни (2000)

Книги с есета
- Записи за нацијата и литературата (1985)
- Нови записи (1989)
- Македонски дилеми (1992)
- Резиме за мојата генерација (1998)
- Болно племе (2000)
- А, бре, Македонче! (2003)

Монография
- Народен герой Страшо Пинджур (1950)[8][9]